# Vakhtir Rakhimov
Vakhtir Rakhimov – uzbecki zapaśnik w stylu wolnym. Srebrny medalista igrzysk centralnej Azji w 1995 roku.